# Roberto Ruscio
Pour les articles homonymes, voir Ruscio.
Roberto Rubén Ruscio, né le 18 septembre 1953, est un ancien arbitre argentin de football qui officia internationalement de 1993 à 1998 et arrêta en 2003.

## Carrière
Il a officié dans une compétition majeure : 
- JO 1996 (2 matchs)